# 金山体育中心
金山体育中心(きんざんたいいくちゅうしん、簡体字中国語: 金山体育中心、英: Jinshan Sports Centre)は、中華人民共和国の上海市にあるサッカー専用スタジアムを含む総合スポーツセンターである。

## 概要
中核施設はサッカー専用スタジアムの金山足球場であり、収容人数は30,000人、総敷地面積は56,500平方メートル。主にサッカーの試合に用いられる。中国サッカー・スーパーリーグに所属する上海申鑫がホームスタジアムとして使用している。また、中国サッカー・甲級リーグに所属する上海東亜がかつてホームスタジアムとして使用していた。また、中国FAカップなどにおいて会場の1つとして使用されることがある。

## 交通アクセス
上海地下鉄1号線の蓮花路駅で下車後、バスの蓮衛專線に乗り、体育場北環路バス停で降りると徒歩すぐ。